# Félix Machado da Silva Castro e Vasconcelos
Félix Machado da Silva Castro e Vasconcelos (Vale, Arcos de Valdevez, 1 de novembro de 1595 - 4 de junho de 1662), moço fidalgo, 1.º marquês de Montebello, em Montebello della Battaglia no Ducado de Milão, 1.º conde de Amares e 6.º senhor de Entre Homem e Cávado.
Foi embaixador em Roma, genealogista, romancista de pícaro e pintor.

## Biografia
Nasceu na Casa de Tora, solar com torre, de seu avô paterno, na freguesia do Vale, nos Arcos de Valdevez.
Herdou por sua mãe o senhorio de Entre Homem e Cávado, a comenda de Souzel na Ordem de Avis e a de São João de Coucieiro na Ordem de Cristo; as casas e os respectivos solares de Crasto, Vasconcelos, Barroso e Arega.
Estudou em Braga e Lisboa, depois fixou-se em Madrid.
Por conveniência da família da sua mulher, após a Restauração da Independência de Portugal, deixou-se ficar pela côrte filipina de Madrid. Foi nessa altura que se dedicou a publicar a sua escrita genealógica e a pintar quadros para fora, pois, segundo o próprio, tivera de exercer por falta de outros recursos financeiros, dado lhe terem sequestrado os rendimentos em Portugal por razões políticas, conforme alegou em 1642 no Memorial genealógico que fez imprimir na capital espanhola.
Aí, em Espanha, dedicou-se ao ensino da pintura, sobretudo ao retrato e, cerca do ano de 1643, chegou a produzir um seu autorretrato, tornando-se o primeiro português a fazê-lo duma forma independente. 
Por essa altura, em 1644-1646, Manuel de Faria e Sousa reedita «Fuente de Aganipe», cuja 1/ parte vem dedicada ao marquês de Montebelo, em casa de quem ele e a esposa viviam um pouco como de esmola do parente rico, desde 1643 — albergue que se cifra na colaboração na edição do «Nobiliário do conde D. Pedro» e d´ «Os Lusíadas».

## Obras
- «Memorial del Marquez de Montebelo», Madrid, 1642.
- «Tercera Parte de Gusman de Alfarache dividida em três livros»[13], que pretendia publicar com o suposto nome de "Félix Márquez, catredático [sic] de Prima en la Picardía, sin salario"[14], Madrid, 1651[15].
- «Vida de Manoel Machado de Azevedo, señor de las Casas de Castro, Vasconcelos, y Barroso, y de los solares dellas, y de las Tierras de Entre Homem, y Cabado, Villa de Amares, Comendador de Sousel, en la Orden de Avis. Por el marques de Montebelo, Felix Machado de Silva, Castro, y Vasconcelos, Comendador de San Iuan de Coucieiro, en la Orden de Christo, su bisnieto, y sucessor de su Casa. Escriviase a don Francisco Machado de Silva, su hijo, para que la imitasse, como imito, hasta acaber la Filosophia, en edad de catorze años y médio, en la qual fue Dios servido de llevarle para si. Oy se da a la estampa para qve estas dos vidas sirvan de dos espejos a Don Antonio Machado de Silva y Castro, ultimo hermano de seis que tuvo», Madrid, 1660[16].
- «Notas al Nobiliario de D. Pedro Conde de Barcelos hijo d’EIRey D. Dioniz de Portugal», Madrid e Lisboa, 1667.
- «Conquista de Catalunha»[7].
- «Ensaios de Princípios»[4]
- «Teatro de Política Moral»[4]

## Dados genealógicos
Filho de Manuel de Araújo de Sousa e Castro e de D. Margarida Machado da Silva e Vasconcelos, filha herdeira de Francisco Machado da Silva, senhor de Entre Homem, e Cavado, e comendador de Sousel na Ordem de Aviz, que tinham se apaixonado e que fugiu da casa dos pais para se casar. O pai "gastou grande parte da renda do seu morgadio com pleitos com o rei e com a sua própria madrasta. Foi envenenado, por engano."
Casou com Violante de Orozco, dama da imperatriz Maria de Áustria, filha de Rodrigo de Orosco, 1º marquês de Mortara, e de Vitoria Hermes de Porcia (da antiquíssima família dos Porcias. "Padeceu muitos anos de gota e morreu tolhida na cama". Era irmã de Francisco de Orozco, 2º marquês de Mortara e 1º marquês de Olias, vice-rei e capitão general  da Catalunha e governador de Milão. 
Tiveram:
- Manuel, que morreu "infante"[19].
- Francisco Machado (Madrid, 1638 - 1652[20]). Sem geração[8].
- Felix[20].
- Diego[20].
- António Félix Machado da Silva e Castro (Madrid, 3 de Julho de 1645 - ), alcaide-mor de Mourão, governador de Pernambuco e senhor de todos os bens e títulos de seu pai. Foi casado com Luísa Maria de Mendonça e Eça (c. 1650 - ?), filha de Manuel de Sousa da Silva e Meneses, cavaleiro da Ordem de Avis, e de sua mulher Joana Francisca de Mendonça, filha de Diogo de Mendonça Furtado, 12.º governador-geral do Brasil.
- Francisca Machado. Sem geração[8].
- Bernarda, representada no autorretrato de seu pai e acompanhados pelo seu irmão mais velho Francisco[11], mas Felgueiras Gayo não a refere, no entanto acrescenta que houve várias filhos dos marqueses que terão morrido ainda crianças[8].